# Ланлай, Янн-Эрик де
Янн-Эрик Ранда Бахезре де Ланлай (норв. Yann-Erik Randa Bahezre de Lanlay; род. 14 мая 1992, Ставангер, Ругаланн) — норвежский футболист, атакующий полузащитник клуба «Викинг» и сборной Норвегии.

## Клубная карьера
Янн-Эрик — воспитанник футбольного клуба «Викинг». 17 октября 2010 года в матче против «Одда» он дебютировал за команду в Типпелиге. 31 июля 2011 года в поединке против «Фредрикстада» Ланлай забил свой первый гол за новый клуб.
17 июля 2015 года «Викинг» и «Русенборг» договорились о трансфере Ланлая. 2 августа в матче против «Сарпсборг 08» он дебютировал за новую команду. 27 сентября в поединке против своего бывшего клуба «Викинг» Янн-Эрик забил первый гол за «Русенборг». В составе клуба Эрик дважды выиграл чемпионат.
23 декабря 2019 года Ланлай вернулся в «Викинг», подписав четырехлетний контракт.

## Международная карьера
Отец Янна-Эрика француз, мать норвежка, поэтому Ланлай мог выступать, либо за сборную Франции, либо за сборную Норвегии. Ланлай выбрал сборную Норвегии и выступал за сборную страны различных возрастов. 8 января 2013 года в товарищеском матче против сборной ЮАР Янн-Эрик дебютировал за сборную Норвегии. 15 января 2014 года в поединке против сборной Молдавии он забил свой первый гол за национальную команду.
В июне 2013 года Ланлай был включен в заявку молодёжной команды на участие в молодёжном чемпионате Европе в Израиле. На турнире он принял участие в поединках против Израиля и Италии.

### Голы за сборную Норвегии
| #   | Дата           | Место                                     | Противник | Счёт | Результат | Соревнование      |
| --- | -------------- | ----------------------------------------- | --------- | ---- | --------- | ----------------- |
| 01. | 15 января 2014 | Мохаммед бин Зайед Стэдиум, Абу-Даби, ОАЭ | Молдавии  | 1:2  | 1:2       | Товарищеский матч |

## Достижения
«Русенборг»
- Победитель Типпелиги (4) — 2015, 2016, 2017, 2018
- Обладатель Кубка Норвегии (3) — 2015, 2016, 2018